# Psilocera seiugata
Psilocera seiugata är en stekelart som beskrevs av Graham 1992. Psilocera seiugata ingår i släktet Psilocera och familjen puppglanssteklar.
Artens utbredningsområde är:
- Frankrike.
- Spanien.
- Sverige.

Arten är reproducerande i Sverige. Inga underarter finns listade i Catalogue of Life.